# Megrez
Megrez je hvězda v souhvězdí Velké medvědice, která má zdánlivou hvězdnou velikost +3,3. Patří do spektrální třídy A3 a nachází se ve vzdálenosti přibližně 58 světelných let od Země. Megrez je součástí známého asterismu Velkého vozu, který je součástí většího souhvězdí Velké medvědice.
Název Al Marghez pochází z arabštiny a znamená kořen chvostu ocasu medvěda, což odkazuje na její polohu v souhvězdí. Hvězda je rovněž známa pod alternativním názvem Kaffa.